# Cascada de Manoa
La Cascada de Manoa (en inglés: Manoa Falls) Es una cascada en Manoa, en la isla de Oahu en Hawái, Estados Unidos con un desnivel de unos 150 pies ( 46 m). Se puede acceder desde la carretera más cercana en una caminata de aproximadamente 1,5 millas ( 2,4 km). El tiempo empleado en la caminata tendrá una duración aproximada de 2 horas para poder acceder a la cascada . La caminata pasa a través de muchos ecosistemas y se siente como un arboreto , que hace que sea una gran zona para fotografiar. El camino a la cascada es a menudo fangoso y resbaladizo, y las inundaciones repentinas pueden ocurrir en cualquier momento. 